# Ailurophobie
 Mise en garde médicale
L'ailurophobie est un type de phobie spécifique soit une peur irraisonnée des chats. Le terme vient du grec ancien : αἴλουρος (aílouros), « chat » et φόβος (phóbos), « peur ».
Les synonymes du terme sont félinophobie, élurophobie et gatophobie. De ces trois termes, le terme « élurophobie » est le mieux formé, car il tient compte de la transcription classique du digraphe grec alpha-iota en « æ » latin, qu’on francise par é. On emploie aussi le terme de galéphobie, bien qu'il provienne du grec ancien γαλέη (galéê), désignant la belette.

## Causes
Cette phobie se manifeste de différentes façons. Certains individus en souffrent tout le temps, d'autres juste par réponse directe avec l'animal. Certaines situations qui peuvent causer l'ailurophobie sont : le ronronnement, le contact visuel/physique direct avec un chat, la pensée de rencontrer un chat dans le noir, la vision du chat dans un film ou à la télévision et les jouets en forme de chat.

## Traitement
Il existe différentes méthodes pour soigner l'ailurophobie ; le traitement est habituellement fait par un psychiatre ou autre professionnel de la santé mentale.